# Ингрид Паркър
Ингрид Паркър (на английски: Ingrid J. Parker) е американска писателка на произведения в жанра исторически трилър и криминален роман, и исторически роман. Пише под псевдонима И. Дж. Паркър (I. J. Parker).

## Биография и творчество
Ингрид Паркър е родена през 1936 г. в Мюнхен, Германия. Израства в Германия. Следва в три университета – има аспирантура в Мюнхенския университет, която продължава в САЩ, където получава магистърска степен от Университета на Тексас в Остин през 1962 г. и докторат от Университета на Ню Мексико през 1971 г. След дипломирането си работи като преподавател по английски език и литература в университета на Вирджиния в Норфолк до пенсионирането си през 2000 г.
Тя насочва своя интерес към историята и необичайната култура на Япония, и прави проучвания за живота в древна Япония по време на ерата Хеян през ХІ в. като ползва помощта на специалисти за историята на този период. Започва да пише и първият ѝ разказ с главен герой Сугавара Акитада, „Инструменти за убийство“, е публикуван през 1997 г. в списанието „Загадки“ на Алфред Хичкок. През 2000 г. е удостоена с престижната награда „Шамус“ за автори на криминална литература за разказа „Първият случай на Акитада“.
Първият ѝ исторически трилър, „Портата Рашомон“ от поредицата „Сугавара Акитада – Криминални истории от Древна Япония“, е издаден през 2002 г. Младият детектив Акитада от Министерството на правосъдието има дарбата и силно изразената склонност да разрешава заплетени случаи. Той е въвлечен от университетски преподавател в разследване на поредица убийства и изнудвания. Историята за портата Рашомон е известна от древни времена и по нея е създадена психологическата новела „Рашомон“ на Рюноске Акутагава и едноименния филм.
Поредицата ѝ за детектива Акитада е повлияна от криминалната поредица „Китайски загадки“ с главен герой Съдията Ди, на известния ориенталист и дипломат Роберт ван Хюлик.
Ингрид Паркър живее със семейството си в Чесапийк във Вирджиния.

## Произведения

### Самостоятелни романи
- The Sword Master (2013)
- The Left-Handed God (2013)

### Серия „Сугавара Акитада – Криминални истории от Древна Япония“ (Sugawara Akitada)
Романите са дадени по реда на издаването им, а не по реда на хронологията на историите.
1. Rashomon Gate (2002)
Портата Рашомон, изд.: „Унискорп“, София (2012), прев. Мария Чайлд
2. The Hell Screen (2003)
3. The Dragon Scroll (2005)
Свитъкът на Дракона, изд.: „Унискорп“, София (2008), прев. Теодора Давидова
4. Black Arrow (2006)
Черната стрела, изд.: „Унискорп“, София (2011), прев. Сашка Георгиева
5. Island of Exiles (2007)
6. The Convict's Sword (2009)
7. The Fires of the Gods (2010)
8. The Masuda Affair (2010)
9. Death on an Autumn River (2013)
10. The Emperor's Woman (2012)
11. Death of a Doll Maker (2013)
12. The Crane Pavilion (2014)
13. The Old Men of Omi (2014)
14. The Shrine Virgin (2015)
15. The Assassin's Daughter (2015)
16. The Island of the Gods (2015)
17. Ikiryo: Vengeance and Justice (2017)
18. The Kindness of Dragons (2018)
19. The Nuns of Nara (2019)
20. Massacre at Shirakawa (2020)

#### Новели и разкази към серията
- Instruments of Murder (1997)
- Akitada's First Case (2000)
- Fox Magic (2011)
- The Water Sprite (2011)
- The Curio Dealer's Wife (2011)
- Akitada and the Way of Justice (2011)
- Three Tales of Love and Murder (2012)
- Akitada's Holiday (2012)
- The Kamo Horse (2012)
- Confessions (2012)

### Серия „Холоу Рийд“ (Hollow Reed)
1. Dream of a Spring Night (2011)
2. Unsheathed Swords (2011)
3. Dust Before the Wind (2011)

### Разкази
- Death and Cherry Blossoms (2006)